# Шангала (село)
Шангала́ — село в Петровском районе (городском округе) Ставропольского края Российской Федерации.

## География
Находится в Предкавказье, на Прикалаусских высотах Ставропольской возвышенности, на реке Шангала.
Расстояние до краевого центра: 76 км. Расстояние до районного центра: 26 км.

## История
Основано в 1918 году.
В 1930-е годы создан колхоз им. Остапенко.
В 1970 году построили среднюю школу, больницу, комплексный приёмный пункт.
До 1 мая 2017 года село было административным центром упразднённого Шангалинского сельсовета).

## Население
| 1989 | 2002  | 2010  | 2014  | 2023  |
| ---- | ----- | ----- | ----- | ----- |
| 1553 | ↗1746 | ↘1460 | ↘1400 | ↘1271 |

По данным переписи 2002 года, 98 % населения — русские.

## Инфраструктура
- Дом культуры[9]
- ООО «Хлебороб». Образовано 1 апреля 1969 года как совхоз «Шангалинский»[10]

## Образование
- Детский сад № 28 «Ручеек»[11]
- Средняя общеобразовательная школа № 18[12]. Открыта 1 сентября 1975 года[13]

## Памятники
- Обелиск воинам-односельчанам, погибшим в годы Великой Отечественной войны 1941—1945 гг. Установлен 1 апреля 1985 года[13][14] (по другим данным - 24 апреля 1970 года[15])

## Кладбище
- Общественное открытое кладбище (ул. Заречная). Площадь участка 15 113 м²[16].